# Талдикорган
Талдикорга́н (каз. Taldyqorğan) — місто, центр Талдикорганської міської адміністрації та всієї Жетисуської області Казахстану.
Населення — 165325 осіб (2021; 124221 у 2009, 98733 у 1999, 119149 у 1989).
Місто розташоване на річці Каратал у передгір'ях Джунгарського Алатау, на висоті понад 600 м над рівнем моря. Залізнична станція. Акумуляторний, плодоконсервний заводи; швейна, взуттєва, меблева фабрики, комбінат будматеріалів та інші підприємства. Педагогічний інститут, індустріально-педагогічний і зооветеринарний технікуми, медичне училище. Історико-краєзнавчий музей. Театр.

## Історія
Місто засноване 1868 року як станиця Гавриловка, з 1920 року — Талди-Курган. 1930 року село стає центром Талди-Курганського району Алма-Атинського округу Казахської РСР. 1944 року село отримує статус міста і одразу стає центром Талди-Курганської області. 1967 року область була ліквідована, а територія передана до складу Жетисуської області. 1967 року територія області була відновлена. 4 травня 1993 року місто перейменоване в сучасну назву, але область — лише 1997 року. 2001 року Талдикорганська область була знову ліквідована, територія включена до складу Жетисуської області, але центром області став Талдикорган. 2009 року до складу міста були приєднані два села Єркінського сільського округу — ЗВТ та Отділення 5.

## Відомі особистості
В поселенні народився:
- Маковецький Валерій Семенович (* 1961) — український бізнесмен.